# Keith Reid
Keith Reid (19. října 1946 Londýn – březen 2023) byl anglický textař. V roce 1966 se potkal s hudebníkem Garym Brookerem, se kterým nedlouho poté založil skupinu Procol Harum. Tato dvojice se autorsky podílela na většině písní této skupiny, a ačkoliv Reid se skupinou nevystupoval, byl označován za jejího člena. V roce 2008 vydal pod hlavičkou The Keith Reid Project album The Common Thread, na kterém se vedle jiných podíleli například John Waite, Chris Thompson nebo Terry Reid.